# ハタホオジロ
ハタホオジロ(Emberiza calandra)は、スズメ目ホオジロ科の鳥である。ホオジロ科は、現在、多くの研究者によってアトリ科から区別されている。ホオジロ属の中では比較的大型で、黄褐色がかった茶色の縞模様の羽毛を持つ。両性はよく似ているが、オスの方がメスよりも若干大きい。生息域は、西ヨーロッパ、北アフリカから中国北西部にまで及ぶ。

## 分類
1758年にスウェーデンの博物学者カール・フォン・リンネによって、『自然の体系』(Systema Naturae)第10版の中で公式に記載され、Emberiza calandraという学名が与えられた。模式地は、スウェーデンである。属名のEmberizaは、古高ドイツ語で「ホオジロ」を意味するEmbritzという言葉に由来する。また、種小名calandraは、古代ギリシア語でクロエリコウテンシを意味するkalandrosという言葉に由来する。単型のハタホオジロ属(Miliaria)が置かれることもある。
2つの亜種が知られている。
- E. c. calandra Linnaeus, 1758 - アフリカ北西部、カナリア諸島、ヨーロッパからトルコ、コーカサス及びイラン北部
- E. c. buturlini Johansen, HE, 1907 - 中東から中国北西部

## 記載
ホオジロ属の他の種とは異なり、両性の羽毛の見た目が似ているが、オスはメスよりも約20%大きい。体長は約16-19cmで、目立つ黒い目と黄色いくちばしを持つ。オスは、ホオジロ属に特徴的な、特に頭部の派手な色を欠く。両性とも、頭側は灰色がかった茶色、尾側は白っぽい縞模様で、見た目がヒバリに似ている。横腹と胸に縞模様があり、縞模様は喉の周りでは、鎧の首当てのようになる。小翼の雨覆羽は、独特の暗い色で、先端は白色である。尻尾は無地の茶色である。
オスのさえずりは、鍵がジャラジャラ鳴る音に例えられる反復的な金属音で、低い茂み、フェンスの柱、または電話線等から発せられる。

## 分布と生息地
ヨーロッパの南部および中部、北アフリカ、カザフスタンまでのアジアで繁殖する。大半は留鳥であるが、中央ヨーロッパやアジアの寒冷な地域に住むものは冬季には南方に渡りを行う。農地や雑草の茂る荒れ地等、木々が生えた開けた場所に生息する。北西ヨーロッパでは、雑草の種子や若鳥の生育に必要な昆虫等の食糧供給を奪う集約農業の慣行により、個体数を大幅に減らしている。かつては多くの個体が生息していたウェールズやアイルランドでは、近年絶滅した。

## 行動と生態

### 食糧
野生での食糧は主に種子であるが、特に若鳥は、コオロギ等の昆虫も食べる。

### 繁殖

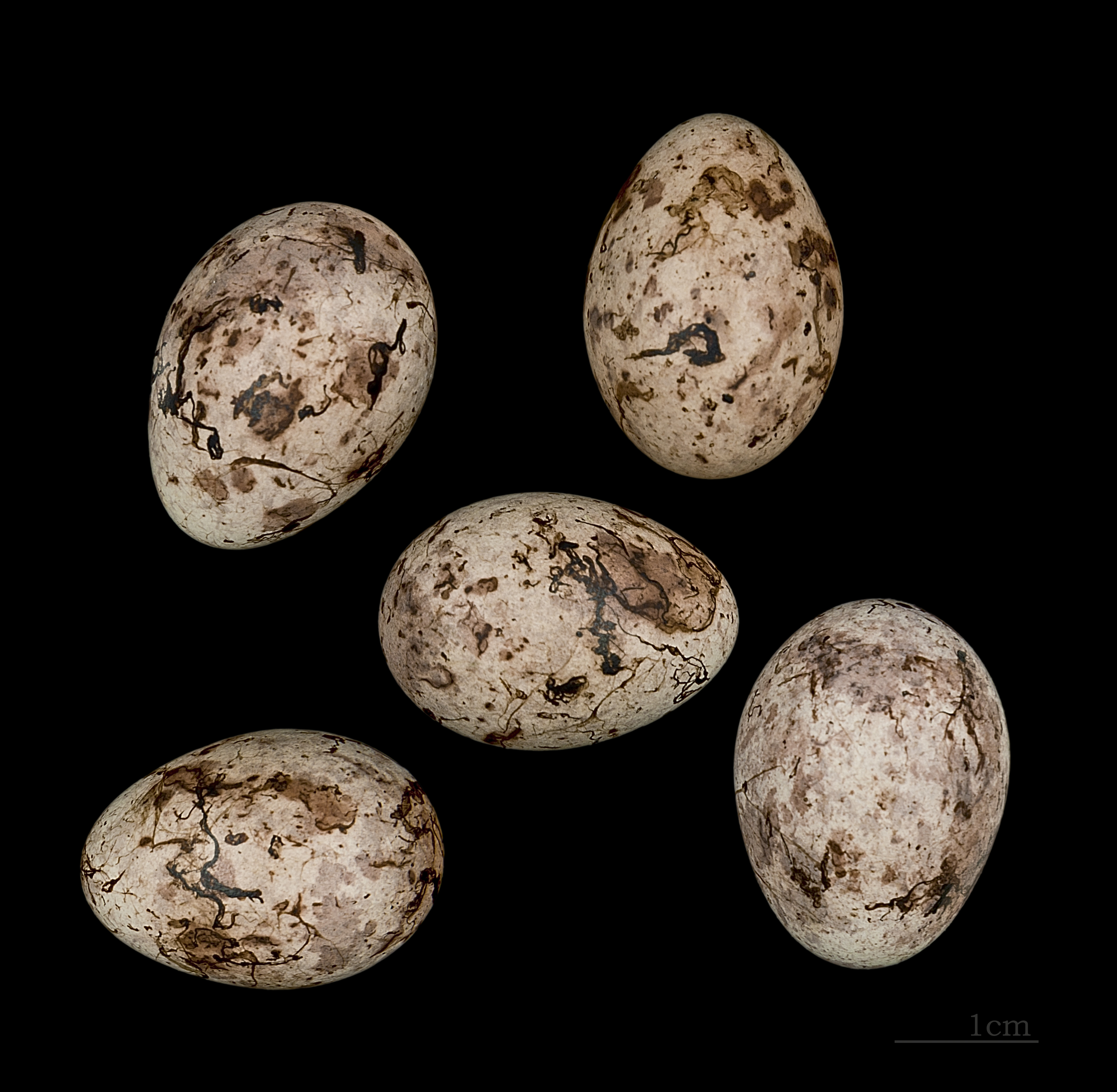
卵

繁殖期には、オスは縄張りを守り、一夫多妻制で、繁殖期のオス1羽に対し、3羽までのメスがつがいになる。性比はほぼ1:1であるので、繁殖期につがいになれないオスが出ることになる。巣作りや抱卵にはオスはあまり関わらず、半分以上まで成長した雛にのみ餌を与える。
巣は通常、草を材料に地面の上に作られる。抱卵数は3個から5個、平均4個であるが、6個になることもある。

## 保全状況
イングランドでは、政府外公共機関であるナチュラル・イングランドが環境スチュワードシップの下、この種の保護対策の実施に対して助成金を支給している。